# Kristjan Kangur
Kristjan Kangur (Pärnu, Estonija, 23. listopada 1982.) je estonski profesionalni košarkaš. Igra na pozicijama niskog krila i krilnog centra, a trenutačno je član talijanske momčadi Montepaschi Siene. Prijavio se na NBA draft 2001., ali nije bio izabran od strane nijedne momčadi.

## Profesionalna karijera

### Klupska karijera
Svoju profesionalnu karijeru započeo je u rodnoj Estoniji potpisavši, 2001. godine, za Tallinna Kalevu. U tom klubu igrao je tri sezone te osvojio dva naslova estonskog prvaka te jedan kup. 2004. godine potpisuje za njemački Bayer Giants Leverkusen te tamo ostaje dvije sezone. Nakon karijere u Njemačkoj, vraća se u Estoniju gdje potpisuje za tamošnji klub BC Kalev/Cramo. 2007. i 2008. osvojio je estonski kup, a 2009. okitio se dvostrukom krunom (prvenstvo i kup). U srpnju 2009. potpisuje za francuskog prvoligaša ASVEL-a. S klubom je nastupao u Euroligi gdje je skupio prosjek od 5,9 koša i 2 skoka po utakmici. U francuskom prvenstvu, prosjek mu je iznosio 5,1 koš i 2 skoka po utakmici. S klubom je osvojio francuski Superkup te nastupao u finalu kupa.
Za talijanski Virtus potpisao je netom prije početka talijanskog play-offa. Za klub je nastupio u svega pet utakmica, gdje je ostvario prosjek od 7,6 koševa. Uspješnost šutiranja s polja iznosila mu je 90% dok je u šutu za tri poena prosjek iznosio 100%.
Nakon te "avanture", Kangur potpisuje za Pallacanestro Varese. U srpnju 2011. je potpisao za Montepaschi Siene ali je u sezoni 2011./12. bio posuđen svojem bivšem klubu Pallacanestro Varese. U dvogodišnjem razdoblju igranja za klub, bio je jedan od najboljih igrača Varesea s prosjekom od 9,8 koševa i 5,4 skokova po utakmici.
Početkom sezone 2012./13. nastupa za Montepaschi Sienu.

### Reprezentativna karijera
Za estonsku mladu reprezentaciju, Kangur je 2003. nastupio na Univerzijadi. Debi za seniorski sastav imao je 20. studenog 2002. u kvalifikacijskoj utakmici za EuroBasket 2003. protiv Bjelorusije. Tada je u osam minuta igre postigao četiri koša. Kristjan Kangur je od tada nezamjenjivi član estonske reprezentacije a od 2011. i njen kapetan. Najviše koševa za reprezentaciju postigao je 2012. godine u kvalifikacijama za EuroBasket 2013. protiv Islanda. Tada je zabio 26 koševa.

## Vanjske poveznice
- Profil na Euroleague.net
- Profil[neaktivna poveznica] na Basketpedya.com